# امانوئل سائز
امانوئل سائز (انگلیسی: Emmanuel Saez؛ زادهٔ ۲۶ نوامبر ۱۹۷۲) اقتصاددان فرانسوی و آمریکایی است که استاد اقتصاد در دانشگاه کالیفرنیا، برکلی است. کار او به همراه توما پیکتی، شامل ردگیری درآمد فقرا، طبقه متوسط و ثروتمندان در سطح جهان است. کار آنان نشان می‌دهد که افراد دارای درآمد بالا در آمریکا در سه دههٔ اخیر سهم به طور فزاینده بزرگتری از کل درآمد را به خود اختصاص داده‌اند، و نابرابری حدوداً در حد پیش از رکود بزرگ است. او پیشنهاد می‌کند مالیات بیشتری بر ثروتمندان تا ۷۰ تا ۹۰ درصد اعمال شود.
وی همچنین برنده جوایزی همچون مدال جان بیتز کلارک در سال ۲۰۰۹ شده است.